# Acontias plumbeus
Acontias plumbeus — вид сцинкоподібних ящірок родини сцинкових (Scincidae). Мешкає в Південній Африці.

## Поширення і екологія
Acontias plumbeus мешкають на сході Південно-Африканської Республіки, в Есватіні, на півдні Мозамбіку та в горах Східного Нагір'я на кордоні Зімбабве і Мозамбіку. Вони живуть в різноманітних природних середовищах, від сухих чагарникових заростях і саван до сухих тропічних лісів. Зустрічаються на висоті до 2200 м над рівнем моря.